# 臺中市立豐東國民中學
臺中市立豐東國民中學，簡稱豐東國中，是一所位於臺灣臺中市豐原區的市立國民中學。因其地處豐原區東側而得名。

## 歷任校長
1. 吳勇生：1968年8月1日－1975年4月20日
2. 白鶴亭：1975年8月1日－1979年7月31日
3. 王振賢：1979年8月1日－1983年9月8日
4. 張安然：1983年9月9日－1995年3月10日
5. 謝瀋鴻：1995年3月11日－1998年8月24日
6. 黃立偉：1998年8月25日－2008年1月31日
7. 林勝結：2008年2月1日－2014年7月31日
8. 詹谷原：2014年8月1日－2021年7月31日
9. 李建智：2021年8月1日－現任

## 外部連結
- 台中市立豐東國民中學  （页面存档备份，存于）